# Encausse-les-Thermes
Encausse-les-Thermes – miejscowość i gmina we Francji, w regionie Oksytania, w departamencie Górna Garonna.
Według danych na rok 1990 gminę zamieszkiwało 560 osób, a gęstość zaludnienia wynosiła 69 osób/km² (wśród 3020 gmin regionu Midi-Pyrénées Encausse-les-Thermes plasuje się na 545. miejscu pod względem liczby ludności, natomiast pod względem powierzchni na miejscu 1237.).